# Rásonyi Leila
Rásonyi Leila [ˈraːʒoɲi ...] (Kolozsvár, 1944. május 22. –) hegedűművész és -tanár, Rásonyi László turkológus leánya.

## Élete
Tanulmányait Dullien Kláránál és a Bartók Béla Konzervatóriumban Katona Bélánál kezdte. A Zeneakadémián Országh Tivadar és Kovács Dénes növendéke volt. 1967-ben a párizsi Jacques Thibaud nemzetközi hegedűversenyen elnyerte a Mention-díj arany fokozatát. 1968-tól posztgraduálisan Igor Bezrodnijnál képezte magát a moszkvai Csajkovszkij Konzervatóriumban.
1971-ben, Kovács Dénes tanársegédjeként kezdett tanítani a budapesti Zeneakadémián. 1973-tól önálló tanár, 1988-tól adjunktus, 2003-tól docens az akadémián.
1982 és 1985 között a Postás Szimfonikus Zenekar I. hangversenymestere. Ezt követően önállóan koncertező művész lett. 1990-ben megalapította a Lajtha vonósnégyest, aminek primáriusa lett. 1998-tól 2001-ig a tajpeji művészeti akadémia vendégtanára volt.
Intenzíve kutatta a zsidó zenét, 1992-ben Soros-ösztöndíjat is kapott erre. Ezen munkájának egyik eredménye 2003-ban megvédett, A zsidó műzenei stílusjegyek kialakulásának történeti áttekintése néhány hegedűdarab elemzéséhez c. DLA-disszertációja.
Rásonyi Leila egy 1715-ben készült Giuseppe Testore-hegedűn játszik.
A Rátkai Márton Klub elnöke.

## Diszkográfia
[CD-n megjelent és letölthető felvételek.]
- César Franck: A-dúr hegedűszonáta + Ernest Chausson: Poème, op. 25 + ráadásdarabok (Miklós György) Hungaroton (1975) (csak letölthető)
- Weiner Leó: II., fisz-moll hegedűszonáta + Manuel de Falla: Szvit spanyol népi dallamokra + Igor Stravinsky: Divertimento (Miklós György) Hungaroton (1979) (csak letölthető)
- Goldmark Károly: Vonósötös, Vonósnégyes (a Lajtha vonósnégyes tagjaként, Mező László) Hungaroton HCD 31556 (1993)
- Ildebrando Pizzetti: Kamarazene (Alpaslan Ertüngealp, Fenyő László) Marco Polo 8.223812 és Naxos 8.570875 (1994)
- Lajtha László: Vonóstriók (Kolozsvári László, Kiss-Domonkos Judit) Hungaroton HCD 31979 (1996–97)
- Mosonyi Mihály: Zongoratriók (Kassai István, Kiss-Domonkos Judit) Marco Polo 8.225042 (1997)
- A zsidó zene mesterei (portrélemez; Mayer Erika) Hungaroton HCD 31768
- Láng György: Concerto Ebraico (szerzői portrélemez, Mayer Erika, Budapesti Szimfonikus Zenekar, Uri Mayer) Hungaroton HCD 31767 (1998)
- Lehár Ferenc: Romantikus szerenád. Hegedűdarabok. (Gyökér Gabriella, a Zeneakadémia hallgatóinak kamarazenekara) Hungaroton HCD 32541 (2014)

## Önéletrajza
- Hivatásom prizmája. Életutam. Budapest, Moszkva, Európa, Taiwan, Budapest. H. n., 2019. Szerző kiadása ISBN 9786150064109

## Díjai, elismerései
- 1996 – A Magyar Köztársasági Érdemrend kiskeresztje
- 2017 – A Liszt Ferenc Zeneművészeti Egyetem aranyoklevele diplomája megszerzésének 50. évfordulójára[2]